# Vereinsgewehr 1857
O Vereinsgewehr 1857 foi um fuzil alemão muito utilizado em Baden, Hesse e Vurtemberga para as tropas do 8º "Bundesarmee", como o sucessor do Mosquete Modèle 1777 corrigé. Esse fuzil para a infantaria, com pequenas modificações nas miras, foi adotado por todos os três estados; pistolas e carabinas para a cavalaria e fuzis de precisão para os Jäger, no entanto, eram desenvolvidos por cada um dos Estados em separado.
O fuzil tem um sistema de percussão do modelo suíço, ou seja: não havia posição de carregamento do cão. Alguns desses fuzis foram convertidos para o sistema Dreyse de carregamento pela culatra em 1867, e passou a ser chamado de "Model 1857/67".